# Ray-Ban
Ray-Ban es una marca estadounidense-italiana de gafas de sol y gafas de lujo fundada en 1937 por Bausch & Lomb. La marca es conocida por sus líneas de gafas de sol Wayfarer y de aviador. En 1999, Bausch & Lomb vendió la marca al conglomerado italiano Luxottica Group por US$640 millones.
El nombre propio Ray-Ban significa «barrera contra los rayos» (ray banner), que al estar reducido en dos palabras cortas y llamativas establecieron todo un paradigma alrededor de su marca con el transcurso de los años. Fue escogido al resultar más atractivo que Anti-Glare (‘antibrillo’). 
Ray-Ban es considerado como el primer fabricante moderno de gafas de sol y es responsable de la creación de dos de las gafas de sol más imitadas del mundo: Ray-Ban Aviator (gafas de aviador) y Ray-Ban Wayfarer. El estilo Aviator fue creado en 1936, desarrollado específicamente para los pilotos y también era usado por todos los militares, y en 1937 ya estuvieron disponibles para el público. Las Wayfarer estuvieron disponibles desde 1953 y se han convertido en el estilo más vendido de la historia. Gracias al cine, las gafas de sol como accesorio se volvieron ampliamente populares en la cultura occidental, principalmente en la década de los sesenta.